# Rajon Edineț
Der Rajon Edineț ist ein Rajon in der Republik Moldau. Die Rajonshauptstadt ist Edineț.

## Geographie
Der Rajon liegt im Nordwesten des Landes an der Grenze zu Rumänien entlang des Flusses Pruth. Die Nachbarbezirke sind Briceni, Dondușeni, Ocnița und Rîșcani.
Neben der Hauptstadt besitzt Cupcini das Stadtrecht, das übrige Gebiet des Rajons ist auf ländliche Gemeinden verteilt. Im Rajon Edineț befindet sich mit der Emil-Racoviță-Höhle eine der größten Höhlen der Welt. Die nach dem rumänischen Höhlenforscher Emil Racoviță benannte Höhle wurde 1959 bei einer Explosion in einem Gipssteinbruch beim Dorf Criva entdeckt. Sie besitzt ein weit verzweigtes System unterirdischer Stollen und weist mehrere unterirdische Seen auf.

## Geschichte
Der Rajon Edineț besteht seit 2003. Bis Februar 2003 gehörte das Gebiet zum größeren und inzwischen aufgelösten Kreis Edineț (Județul Edineț).

## Bevölkerung

### Bevölkerungsentwicklung
1959 lebten im Gebiet des heutigen Rajons 78.042 Einwohner. In den darauf folgenden Jahrzehnten stieg die Zahl der Einwohner kontinuierlich an: von 85.542 im Jahr 1970 über 91.713 im Jahr 1979 bis zu 94.001 im Jahr 1989. Bis 2004 sank wie in ganz Moldau die Bevölkerungszahl des Rajons, die in jenem Jahr 81.390 betrug. 2014 lag sie bei 71.849.

### Volksgruppen
Laut der Volkszählung 2004 stellen die Moldauer mit 72,2 % die anteilsmäßig größte Volksgruppe im Rajon Edineț, gefolgt von den Ukrainern mit 19,8 %, die damit deutlich über dem landesweiten Anteil von 8,4 % liegen. Kleinere Minderheiten bilden die Russen mit 6,2 %, die Rumänen mit 0,5 %, die Gagausen mit 0,2 % und die Bulgaren mit 0,1 %.